# Scotorythra demetrias
Scotorythra demetrias är en fjärilsart som beskrevs av Edward Meyrick 1899. Scotorythra demetrias ingår i släktet Scotorythra och familjen mätare. Inga underarter finns listade.